# Frumoasa, Iași

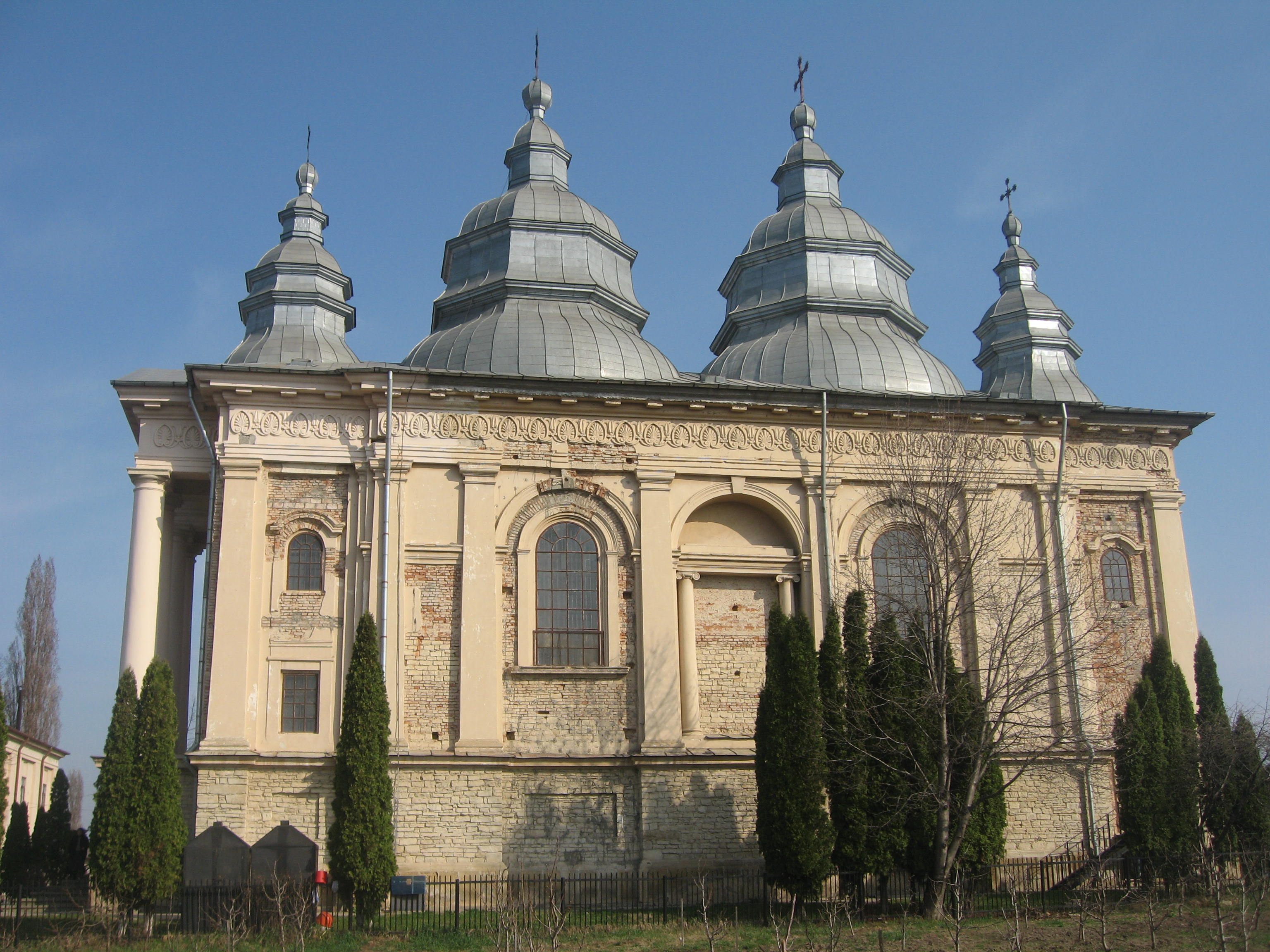
Biserica Mănăstirii Frumoasa văzută de pe latura sudică

Frumoasa este un cartier al municipiului Iași.

## Etimologie
Numele cartierului vine de la Mănăstirea Frumoasa, mănăstire localizată în acest cartier.

## Geografie
Cartierul este situat în partea de sud a orașului, la poalele dealului Cetățuia, între cartierele Nicolina, C.U.G. și Manta Roșie.

## Repere notabile
- Mănăstirea Frumoasa, 1586, refăcută în perioadele 1726-1733 și 1836-1839
- Mănăstirea Cetățuia (1668-1672)

## Transport
- Autobuz: 19, 27, 42, 43, 43C, 44